# Charles Hutton
Charles Hutton (n. 14 august 1737, Newcastle upon Tyne, Regatul Marii Britanii – d. 27 ianuarie 1823, Londra, Regatul Unit al Marii Britanii și Irlandei) a fost un matematician englez. A fost profesor de matematică la Royal Military Academy, Woolwich, din 1773 până în 1807. Este cunoscut pentru calculul densității Pământului în baza măsurătorilor lui Nevil Maskelyne, colectate în timpul experimentului Schiehallion. 

## Opera
- A mathematical and philosophical dictionary Vol. I Londra : imprimat de J. Davis pentru J. Johnson, G. G. și J. Robinson 1795 la Internet Archive
- A mathematical and philosophical dictionary Vol. II Londra : imprimat de J. Davis pentru J. Johnson, G. G. și J. Robinson 1795 la Internet Archive
- A mathematical and philosophical dictionary Vol. I și II Londra : imprimat de J. Davis pentru J. Johnson, G. G. și J. Robinson 1795 la Archimedes Project
- A mathematical and philosophical dictionary Vol. I Londra, imprimat pentru autor 1815  at Internet Archive
- A mathematical and philosophical dictionary Vol. II Londra, imprimat pentru autor 1815  at Google Books
- Charles Hutton Tracts on Mathematical and Philosophical Subjects (F. & C. Rivington, Londra, 1812)
- Charles Hutton A Course of Mathematics For the Use of Academies... (volume 1) (Campbell & sons, New York, 1825)
- Charles Hutton A Course of Mathematics For the Use of Academies... (volume 2) (Dean, New York, 1831)
- Charles Hutton A Treatise on Mensuration both in Theory and in practice (Newcastle Upon Tyne, 1770)
- Charles Hutton Mathematical tables (F. & C. Rivington, Londra, 1811)